# Ломацо
Ломацо (итал. Lomazzo) је насеље у Италији у округу Комо, региону Ломбардија.
Према процени из 2011. у насељу је живело 7772 становника. Насеље се налази на надморској висини од 292 м.

## Становништво
| 1936. | 1951. | 1961. | 1971. | 1981. | 1991. | 2001. | 2011. |
| ----- | ----- | ----- | ----- | ----- | ----- | ----- | ----- |
| 4.234 | 5.008 | 5.844 | 6.761 | 7.248 | 7.511 | 7.968 | 9.194 |